# Joaquin Jimenez

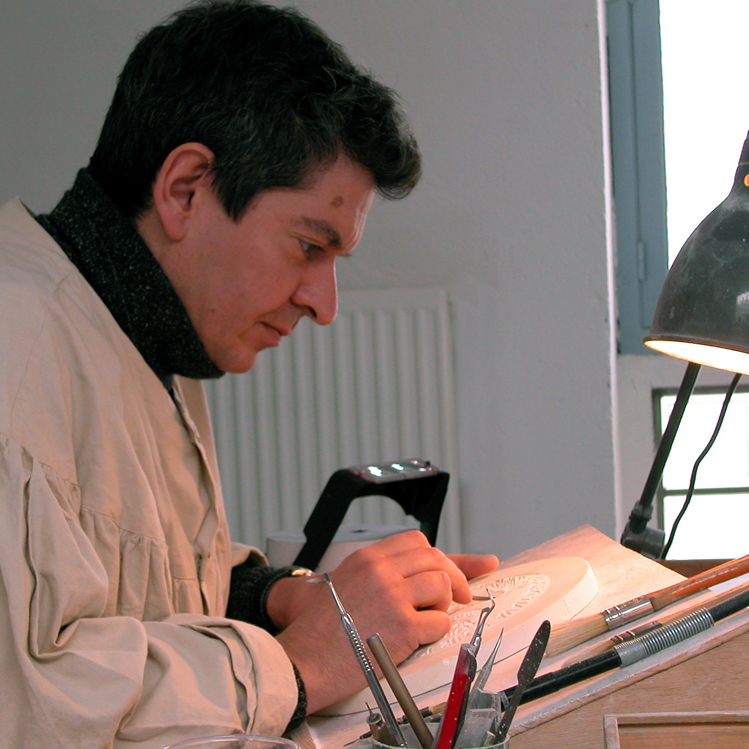
Joaquin Jimenez in seinem Atelier, 2009

Joaquin Jimenez (geboren am 23. Oktober 1956 in Saumur, Département Maine-et-Loire) ist ein französischer Medailleur.

## Werdegang

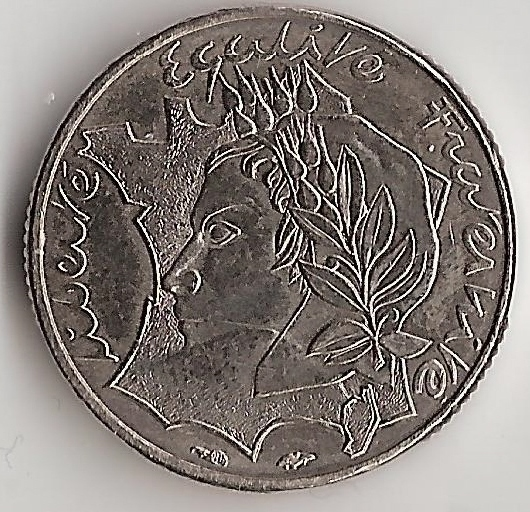
Französische Kursmünze zu 10 Franc (1986)

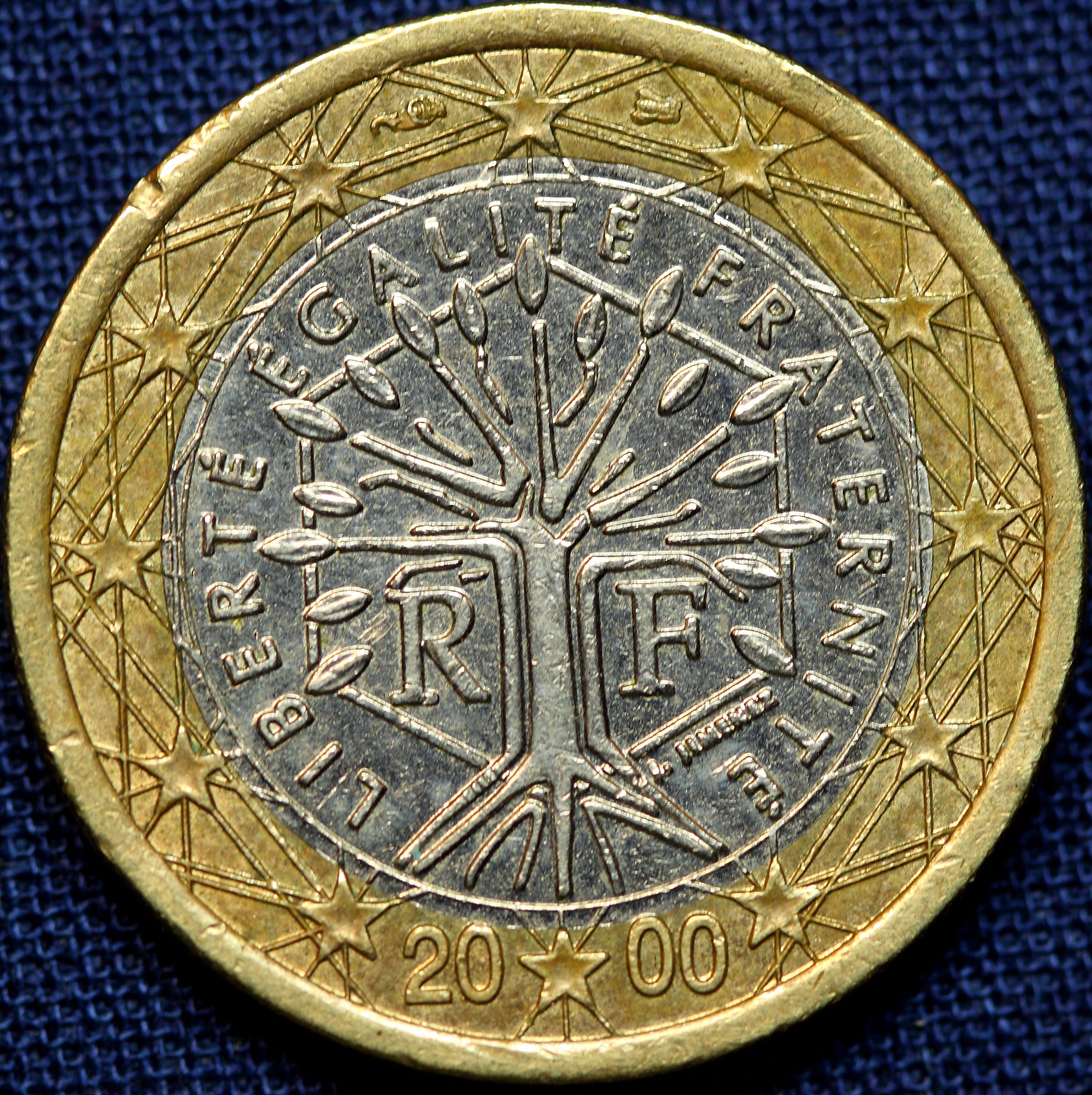
Französische Kursmünze zu 1 Euro (seit 1999)

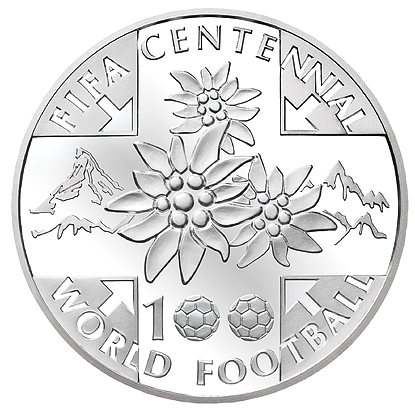
Schweizer Silbermünze zu 20 Schweizer Franken, 100 Jahre FIFA (2004)

2-Euro-Gedenkmünze zum 70. Jahrestag des Endes des Zweiten Weltkriegs (2015)

Joaquin Jimenez entstammt einer Familie von Malern, Zeichnern und Musikern und setzte diese Tradition zunächst mit einem Studium an der École régionale des beaux-arts d’Angers, einer Schule für bildende Künste in Angers, und dem Besuch von Kursen an einer Werbefachschule fort.
Jimenez arbeitet seit den 1980er Jahren häufig für die Monnaie de Paris und hat neben den Münzen der Republik Frankreich in Französischen Francs und Euro auch Münzen für die Swissmint in Schweizer Franken und für mehrere andere Staaten entworfen. Sein bekanntester Entwurf ist die nationale Seite der französischen Euromünzen zu 1 und 2 Euro, mit dem stilisierten Baum vor einem Sechseck, das den Kartenumriss Frankreichs symbolisiert. Jimenez gilt als einer der bedeutendsten zeitgenössischen Medailleure.

## Werke (Auswahl)
- Französische Kursmünze République zu 10 Francs, mit Darstellungen der Marianne auf der Vorderseite und des Gallischen Hahns auf der Rückseite, aus Nickel (1986);
- Rückseite der französischen Gedenkmünze zu 5 Franc anlässlich des 100. Jahrestags der Fertigstellung des Eiffelturms (1989);
- Die bei den Prix Lumières vergebene Preistrophäe (Trophée Lumière).[3]
- Bildseite der französischen Kursmünzen zu 1 und 2 Euro (geprägt seit 1999);[4]
- Französische Sammlermünzen zur Fußball-Weltmeisterschaft 2002, ¼ Euro aus Silber;
- Schweizer Silbermünze zu 20 Schweizer Franken mit dem Motiv „Edelweiß“ und Goldmünze zu 50 Schweizer Franken mit dem Motiv „Wilhelm Tell“ anlässlich des hundertjährigen Bestehens der FIFA (2004);
- Französische Sammlermünzen der Serie La Semeuse, 100 Euro aus Silber und 250 Euro aus Gold (2009);
- 27 französische Sammlermünzen, die 10-Euro-Silbermünzen mit dem Thema „Heraldik“ aus der Serie Euro der Regionen (2010);
- 27 französische Sammlermünzen, die 10-Euro-Silbermünzen mit dem Thema „Denkmale“ aus der Serie Euro der Regionen (2011);
- Französische Sammlermünzen der Serie Hercules, 100 Euro aus Silber, 1000 Euro und 5000 Euro aus Gold (2011–2013);
- 27 französische Sammlermünzen, die 10-Euro-Silbermünzen mit dem Thema „Bedeutende Persönlichkeiten“ aus der Serie Euro der Regionen (2012);
- Medaille zum 50 Jahrestag des französischen Zivilschutzes, Bronze (2015);
- 2-Euro-Gedenkmünze zum 70. Jahrestag des Endes des Zweiten Weltkriegs (2015);
- 2-Euro-Gedenkmünze zum 100. Todestag von Auguste Rodin (2017);
- 2-Euro-Gedenkmünze Bleuet de France (2018);
- Französische Sammlermünzen zum Thema Égalité aus der Serie Marianne: 20 Euro und 100 Euro aus Silber, 250 Euro, 1000 Euro und 5000 Euro aus Gold (2018).
- 2-Euro-Gedenkmünze 35-jähriges Bestehen des Erasmus-Programms (2022)[5]

## Auszeichnungen
- Chevalier des Lettres (2008).[1]